# Martinho de Porres
Martinho de Porres, ou Martinho de Lima, (Lima, 9 de dezembro de 1579 — Lima, 3 de Novembro de 1639) foi um religioso e santo peruano. É considerado o padroeiro dos barbeiros e dos mestiços católicos. A sua festa litúrgica é celebrada em 3 de Novembro.
Era filho ilegítimo de João de Porres, nobre espanhol pertencente à Ordem de Alcântara e de Ana Velásquez, negra alforriada. Segundo o jornalista peruano Marco Aurelio Denegri, seu pai chamava-se na realidade João de Porras. Devido ao uso vulgar da palavra "porra" em países lusófonos, a Igreja Católica teria mudado o nome para "Porres".

## Biografia

### Infância
Ainda na infância foi reconhecido pelo pai, bem como a sua irmã Joana, tendo ambos sido levados para Guayaquil, onde ocupava um cargo na administração local. Quatro anos depois, foi o seu pai nomeado governador do Panamá, pelo que enviou o filho à mãe, em Lima (atual Peru), deixando a filha sob os cuidados de outros parentes.
Martinho de Porres tornou-se aprendiz de Mateo Pastor, que exercia o ofício de cirurgião, dentista e barbeiro. Foi ali que o jovem mestiço aprendeu os rudimentos de medicina, que depois lhe seriam tão úteis no convento.

### Vida religiosa
Aos 15 anos, resolveu dedicar-se à vida religiosa, tentando entrar num convento da Ordem de São Domingos, o que não foi fácil dada a sua condição de pobre e mestiço. Foi no convento de Nossa Senhora do Rosário que Martinho quis entrar na qualidade de doado, isto é, quase escravo, aceitando servir, não como frade, mas como irmão cooperador, o lugar mais baixo na hierarquia da Ordem. Comprometeu-se a servir toda a vida, sem nenhum vínculo com a comunidade, e com o único benefício de vestir o hábito religioso. 
Após o primeiro ano de prova, recebeu o hábito de cooperador. Mas isso não agradou ao orgulhoso pai, de quem levava o sobrenome. Dom João pediu aos superiores dominicanos que recebessem Martinho, de tão ilustre estirpe pelo lado paterno, ao menos na qualidade de irmão leigo. Ora, isso era contra as constituições da época, que não permitiam receber na Ordem pessoas de cor. O Superior quis que o próprio Martinho decidisse. “Eu estou contente neste estado e é meu desejo imitar o mais possível a Nosso Senhor, que se fez servo por nós”. Tal atitude encerrou a questão.

Encarregado da enfermaria do convento, auxiliava todos quantos se lhe dirigiam, fossem seus irmãos da comunidade, fosse pessoas da cidade. Além de cuidar da enfermaria, varria todo o convento, cuidava da rouparia, cortava o cabelo dos duzentos frades, e era o sineiro, dispensando ainda de seis a oito horas por dia à oração.

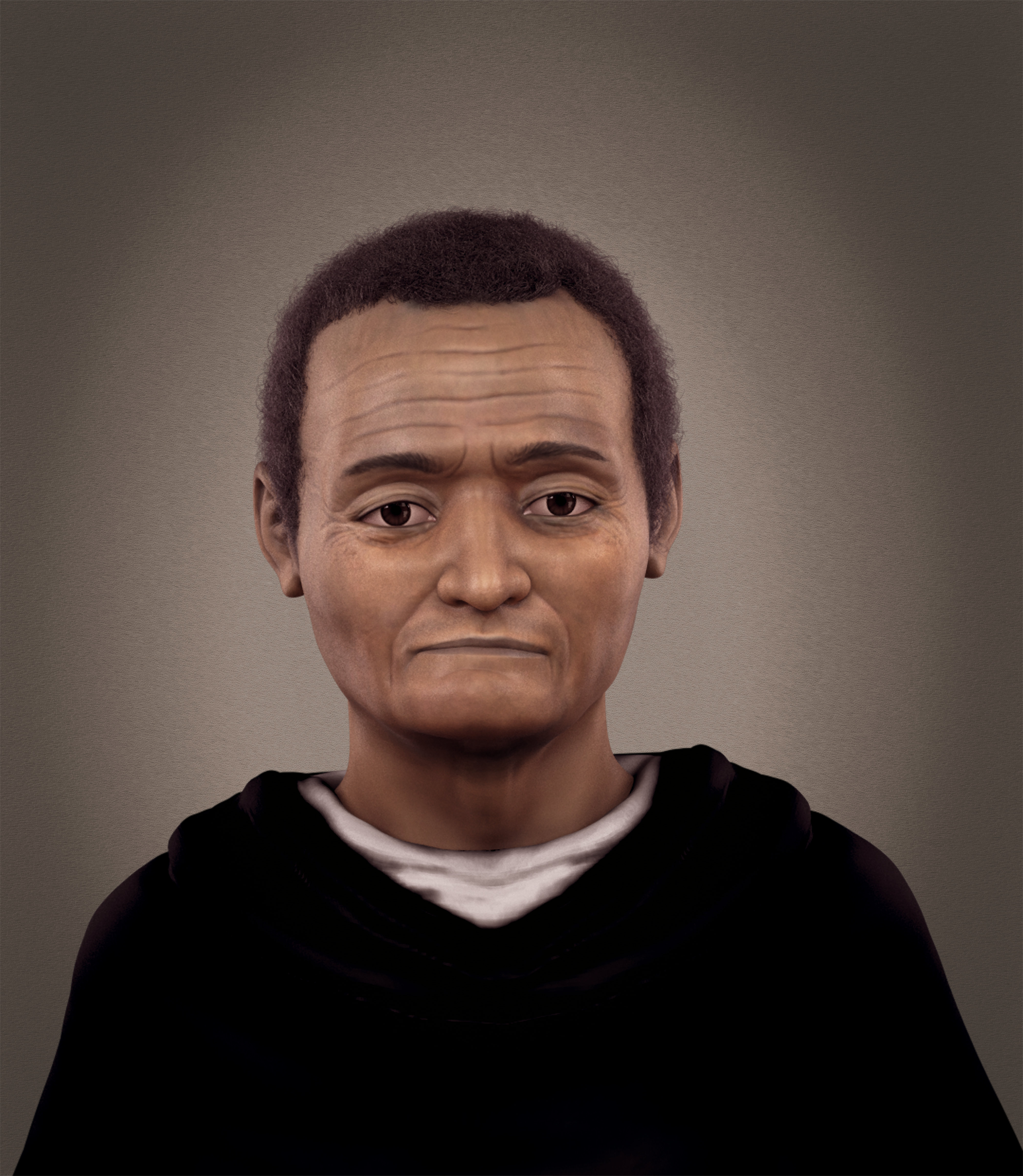
Reconstrução facial forense de Martinho de Porres

Quando uma epidemia atingiu Lima, no convento do Rosário sessenta religiosos ficaram enfermos e muitos estavam numa seção fechada do convento. São Martinho teria passado a portas fechadas para cuidar deles, um fenômeno que encontraria residência. Martinho levava doentes para o convento, até que o Superior provincial, alarmado com o contágio, proibiu-o de continuar a fazê-lo. Sua irmã, que morava no país, ofereceu sua casa para alojar todos aqueles que a residência do religioso não poderia. Um dia ele encontrou na rua um pobre índio, sangrando até a morte por uma punhalada, e levou-o ao seu próprio quarto. O Superior, quando soube tudo isto, o repreendeu por desobediência. O Superior foi extremamente edificado pela sua resposta: "Perdoa meu erro, e por favor me instrui, porque eu não sabia que o preceito da obediência se sobrepõe ao da caridade." Então o Superior deu-lhe liberdade para seguir as suas inspirações posteriormente no exercício da misericórdia.
Tinha uma horta na qual ele mesmo cultivava as plantas que utilizava para suas medicinas. Estando doente o Bispo de La Paz, de passagem por Lima mandou que chamassem Frei Martinho para que o curasse. O simples contato da mão do doado em seu peito o livrou de grave moléstia que o levava ao túmulo. Foi um precioso amigo e colaborador de Santa Rosa de Lima e de Juan Macias, igualmente dominicanos.
Além de todas essas atividades, Martinho saía também do convento para pedir esmolas para os mais necessitados. Martinho, com o corpo gasto pelo excesso de trabalho, jejum contínuo e penitência, faleceu pouco antes de completar 60 anos de idade, em 1639. Martinho foi beatificado em 1837 pelo Papa Gregório XVI e canonizado pelo Papa João XXIII em 1962.